# 吸血鬼日记
《吸血鬼日記》（英語：The Vampire Diaries）是一部美國超自然奇幻青春劇集。由凯文·威廉森所創，改編自由L. J. 史密斯所著的同名小說系列。故事主要發生在劇中的小鎮神秘瀑布（Mystic Falls），講述關於女主角埃琳娜·吉爾伯特和塞爾瓦托吸血鬼兄弟（斯特凡·薩爾瓦托和達蒙·薩爾瓦托）的三角關係，以及圍繞著神秘瀑布所發生的種種可追溯至千年之前的傳說事件。 台灣的得利影視有販售DVD播放光碟，光碟名為噬血Y世代。
本剧於2009年9月10日於CW電視台首播後，成为自2006年CW電視台成立以来新劇首播吸引觀眾人數最多的劇集。由於此劇的卓越表現，所以在同年10月21日CW電視台即決定預訂全季22集。《吸血鬼日記》的第一季度於2010年5月13日結束。在2010年2月16日，CW電視台宣佈預訂《吸血鬼日記》的第二季度，並將於同年9月9日首播第二季。在2011年4月26日，CW電視台宣佈預訂《吸血鬼日記》第三季將於2011年9月15日首播。目前本劇已经成為CW電視台主打劇，但是在2011年8月4日CW電視台宣布追加旗下4部電視劇集數的时候，《吸血鬼日记》並没有在列。2012年5月3日，CW電視台更新了《吸血鬼日记》第四季，並將於美國時間2012年10月11日播映（北京时间为10月12日）。
2013年2月11日，CW電視台續訂《吸血鬼日记》第五季。2013年4月26日，CW電視台宣布開發本劇衍生劇《始祖家族》。
2015年1月11日，CW電視台續訂第七季。2015年4月6日，女主角妮娜·杜波夫宣布將於第六季季終後正式退出本劇。
2017年1月13日，CW電視台續訂第八季。伊恩·桑莫哈德表示這是最后一季。

## 简介
描述高中生埃琳娜·吉爾伯特（Elena Gilbert）在車禍中僥幸生存但是雙親卻去世，她和弟弟傑瑞米·吉爾伯特（Jeremy Gilbert）在阿姨珍娜·薩默斯（Jenna Sommers）的照顧下逐漸走出困境，並遇到了新的轉校生斯特凡·薩爾瓦多（Stefan Salvatore）並愛上了他，但在期间，她意外得知這是一個屬於超自然的世界，而斯特凡是一个一百多年的吸血鬼。儘管好友勸阻，她依然堅持和斯特凡在一起。隨後, 斯特凡的哥哥達蒙·薩爾瓦多（Damon Salvatore）突然回歸到神秘瀑布镇，展開一系列與超自然生物對抗的生活。

## 劇情

### 第一季 (2009–2010)
17歲佛吉尼亞少女埃琳娜（Elena）的父母雙雙死於車禍，埃琳娜是那場事故中唯一的倖存者。她和她的弟弟傑瑞米住進（Jeremy）阿姨珍娜（Jenna）她家照顧他們，他们很快就適應了新的環境。在好朋友邦妮（Bonnie）和卡羅琳（Caroline）的帮助下，埃琳娜的脸上恢復了笑容，她又變成了以前那个天真浪漫的普通少女。
四個月前的一场車禍使17歲的埃琳娜和15歲的傑瑞米两姐弟變成了孤兒，两人寄宿在珍娜阿姨家，虽然珍娜看上去不近人情，但卻用盡心思想做好代理父母。
曾經漂亮、聰明、人見人愛的優等生埃琳娜，如今卻努力在她自己的社交圈：她在死黨邦妮、好友卡羅琳和前男友馬特那裡尋求安慰；但是傑瑞里卻成天和瘾君子混在一起，試圖用毒品來逃避現實，而馬特（Matt）的姐姐维琦拒绝他轉投死對頭泰勒（Tylor）的懷抱對傑瑞米來說更是雪上加霜。 開學後，埃琳娜和她的姐妹們對帥氣神秘的新生斯特凡（Stefan）產生了興趣，而斯特凡和埃琳娜也迅速墜入愛河，儘管斯特凡詭異的行為引起了埃琳娜的懷疑，不過她没有想到斯特凡其實是一個吸血鬼。
在一個篝火晚會上维綺遭到不明生物攻擊，脖子上留下了駭人的啃咬痕跡，而這一切卻只是一個開始。 爾後，斯特凡發現他15年未見的吸血鬼哥哥達蒙（Damon）回来了。在一個世纪前，他们曾為了一個女人而反目成仇，而埃琳娜跟那個女人有著驚人的相似的樣貌，於是一正一邪的两兄弟再次为了爭奪埃琳娜以及她朋友們的靈魂而展開激烈對决。

### 第二季 (2010–2011)
该季一开始埃琳娜（Elena）这时回到家里；受伤的亲生父亲警告有吸血鬼在房子里面，埃琳娜拿起刀子自卫；凯瑟琳（Katherine）吓了吓埃琳娜就闪了，埃琳娜这时想起在楼上的杰里米（Jeremy）慌张的跑到楼上，杰里米已经晕过去了，随后约翰（John）被送到医院，杰里米也醒来了；放心不下的埃琳娜把斯特凡（Stefan）叫来看看杰里米的状况，确认没事后埃琳娜去了医院；在医院里面达蒙（Damon）向埃琳娜说了关于吻的事，发现埃琳娜完全没有印象，这时大家都意识到凯瑟琳回来了；为了救卡罗琳（Caroline），邦妮（Bonnie）同意达蒙喂卡罗琳血，凯瑟琳也没有闲着，晚上装成埃琳娜把卡罗琳憋死，卡罗琳因此成了吸血鬼；由于吉尔伯特家族的神秘武器也对洛克伍德家族有效，泰勒（Tyler）的父亲也被当做吸血鬼杀死。得知哥哥的死讯梅森（Mason）也回来了，而且他带着家族的秘密；所有人的生活因为这一切都乱成一团。随之原始家族突然出现，执意取走埃琳娜的血，来启动日月诅咒。但启动诅咒必须要狼人、吸血鬼、女巫、二重身作为祭品。

### 第三季 (2011–2012)
本季的主题为“混血”（The hybrid），意为本季主要情节围绕吸血鬼和狼人的混血儿克劳斯而展开，本季开始时由于邦尼将杰里米复活而打破了自然平衡，导致已故之人的灵魂重回人间，这时离斯特凡离开已经有几个月了；艾琳娜依旧竭尽全力寻找斯特凡；而卡洛琳和泰勒之间的关系也发生了细微的变化；卡洛琳精心准备艾琳娜的生日晚会，不过看来会有不速之客來拜访；邦尼和杰里米之间的关系也将因为安娜贝勒和薇姬的归来而发生巨变；克劳斯也不像斯特凡想象的那样是一个老古董和社会没有什么接触，克劳斯與一个「老友」狼人雷·萨顿注定也要发生些不愉快的事情，第3集杰里米開始與安娜溝通，而凯瑟琳亦在計畫些什麼。

### 第四季 (2012-2013)
第三季末，眾人從Klaus手中救Elena的時候，她腦部受到撞擊後出血，Dr.Fell使用Demon的血救治她。而稍後Rebekah知道Klaus死亡時，絕望的迫使Matt開的車衝下橋，雖然Stefan趕到現場，Elena要求先救出Matt，因此，Elena的選擇使自己被迫成為吸血鬼。本季將繞著Elena成為吸血鬼，她如何在人性和對血的慾望中成為好的吸血鬼，如何在Salvatore兄弟之中擺盪。同時，楊牧師引爆農場將所有委員會成員炸死，並使古老的"The Five"吸血鬼獵人引至Mystic Falls，由Jeremy可以看見其他人無法看見的tattoo揭開序幕。The five就竟有著什麼樣的秘密，將對Mystic Falls與超自然生物造成什麼影響呢？

### 第五季 (2013-2014)
埃琳娜与达蒙如胶似漆，Jeremy复活了，Bonnie却变成了鬼魂，只有Jeremy看得见她，斯特凡的二重身Silas开始给神秘瀑布镇带来了威胁，埃琳娜和Caroline大学生活刚开始，她们的古怪室友便离奇身亡，而她竟与埃琳娜的养父有着一丝联系。变成人类的Katherine正受到Silas的威胁，无奈之下只能向达蒙寻求保护，埃琳娜开始怀疑斯特凡的下落，并且她不断产生关于斯特凡的幻觉。后来，斯特凡被救出，但在达蒙和埃琳娜找到他时，他，失忆了。斯特凡被女巫昆特西亚所救，昆特西亚道出Silas当年背叛了自己，同女仆阿玛拉生情，两人喝下了永生之水获得不死之身。昆特西亚得知遭背叛，她逼阿玛拉喝下了永生之水的解药并杀了她。昆特西亚对斯特凡下咒削弱了Silas，她要让Silas喝下解药变成凡人。Silas道出自己追杀Katherine的原因，原来Katherine的血就是解药，她是阿玛拉的二重身。 达蒙和埃琳娜度过了一个快乐的夏天。他们和杰米住在一起，开学之后埃琳娜去上大学，准备开始感受自己的美好人生。不过这仅仅是问题的开始，Somerhalder说，也就是因为埃琳娜去了大学，让这对异地恋感受到了年龄差距。达蒙已经172岁了，而埃琳娜才18岁。这对于“老牛吃嫩草式的忘年恋”意味着很多。Caroline在Whitmore大学校园里遇到了性感、聪明、自信、英俊、可爱、令人毫无戒心的高年级男生Jesse。如果Caroline想和Jesse发展爱情关系，她必须小心谨慎。Matt和Rebekah仍然在欧洲旅行，他们在一家布拉格酒吧里遇到了东欧美人Nadia，她对他们两人同时产生了兴趣。不过Nadia的来头不小，她是Katherine的女儿。Silas在威胁着大家，Tessa也蓄谋杀死Silas；即将老死的Katherine利用咒语附在埃琳娜身上，埃琳娜受到生命危险；Katherine和Silas还有奥古斯丁组织这三大Boss覆灭后，吸血鬼日记第五季又要迎来第四大Boss，旅行者之王，传闻说他与Katherine有一定的关系。

### 第六季 (2014-2015)
在经历了第五季末旅行者们的疯狂行动之后，所有的吸血鬼都无法踏入“神秘瀑布鎮”因旅行者們設置的边界线。幸运的是埃琳娜、斯特凡、泰勒、阿拉克里和恩佐都成功的走出了“另一边”（the other side）复活；遗憾的是达蒙和邦妮却与“幸运之神”擦肩而过，随着“另一边”的崩塌，他们俩被卷入了1994年，重复循环同一天时间的日食日“时空监狱”中 。 埃琳娜和泰勒回到了惠特莫尔大学读书，然而，看似平静的埃琳娜在失去挚爱后变得极具疯狂，她靠吸食藥草、嗜血来麻醉自己，並以達蒙的死來逼盧克提共自己藥草，來引发對达蒙的幻象；而阿拉里克复活后也到了惠特莫尔大学教書，成为了他们神祕學的教授；斯特凡看似选择离开神秘瀑布州，去寻找拯救达蒙和邦妮，及解开旅行者咒语的方法，但事實上只是在逃避現實；卡罗琳留在小镇边界与母亲福布斯警长一起共度时光，只是斯特凡的离开让她的感情逐渐变化；恩佐复活后千方百计的向斯特凡实行报复；马特加入了社區防衛隊，卻也意外的發現了社區防衛隊的秘密；杰里米在失去了邦妮之后，一直过着浑浑噩噩的日子，開始墮落，以性愛及吸食毒品來麻痺自己。另一邊，让達蒙以及邦妮惊奇的是，困在“另一邊”的還有其他人，這人正是双子巫师团的神秘巫师“卡伊”，他承诺能带达蒙和邦妮离开这里，但這也讓邦妮及達蒙發現，事情絕非那麼簡單......。

### 第七季 (2015-2016)
随着伊丽莎白警长和埃琳娜的离开，每个人都回归自己的生活。神秘瀑布镇的人们不会过多地关注像童话里那样沉睡的埃琳娜，因为莉莉和被困在那个荒无人烟的世界100多年的异教徒们已经决定将神秘瀑布镇作为他们的新家，同时他们也学着融入现实世界。可是异教徒们根本不喜欢受约束，并且非常饥饿，他们会把神秘瀑布镇当做是他们的“游乐场”。达蒙失去了埃琳娜等于失去了生活的方向和意义，他与同样失去爱人的阿拉里克一起沉浸在痛苦中，邦妮为了帮助他们走出痛苦，陪同他们去了欧洲旅行散心。马特考取了神秘瀑布镇的警徽接替了伊丽莎白警长的位置，并且疏散了神秘瀑布镇上的居民[3][null] 。
异教徒们不仅占领了小镇还霸占了塞尔瓦托兄弟的大房子。斯特凡和卡罗琳想阻止悲剧的发生，却也深陷其中。达蒙和邦妮合作杀了一个异教徒成员马尔科姆因此激怒了莉莉。恩佐在两方对立的情况下选择站在莉莉一边并且绑架了卡罗琳。斯特凡被异教徒们赶出了神秘瀑布镇。莉莉的两个异教徒女儿玛丽和诺拉特别享受折磨卡罗琳，还透露给卡罗琳了一个关于斯特凡初恋女友的秘密。原来在1863年斯特凡交的初恋女友就是现在异教徒中的一位成员瓦莱丽[4][null] 。
邦妮无意中得知阿拉克里有一块魔法石，可以将死去的人复活，但邦妮接触到这块石头时才发现里面充满了黑暗的力量。莉莉想利用凤凰石把她19世纪的爱人朱利安复活，朱利安是一个活了几百年的吸血鬼，并且是异教徒的领导者，朱利安只把人类看做是食物，肆无忌惮的到处行凶。可是在莉莉心里，她把朱利安视为自己的丈夫，把其他异教徒视为自己的孩子。斯特凡和达蒙为了阻止莉莉复活朱利安，与莉莉和异教徒再次展开对决。瓦莱丽是异教徒中唯一不想朱利安被复活的人，因为在1863年，瓦莱丽本来想与斯特凡私奔，但被朱利安抓了回去，并且打掉了瓦莱丽肚子里的孩子，而孩子的父亲就是斯特凡[4][null] 。瓦莱丽无意中在乔与阿拉克里婚礼录像中听到了双子巫师团的咒语，并得知阿拉克里与乔的孩子并没有死。通过追踪竟然发现孩子正存活在卡罗琳的肚子里[5][null] 。原来，在阿拉克里与乔的婚礼上，双子巫师团的成员看到了乔的危机，为了保护双子团的后代，他们利用咒语将乔肚子里的双胞胎转移到了一个安全的身体中[6][null] 。
三年后，卡罗琳做了电视台的节目主持人，她与阿拉克里的双胞胎女儿已经三岁了，阿拉克里也已经成为卡罗琳的未婚夫，一家四口生活在一起[6][null] 。斯特凡利用血袋唤醒了躺在棺材中已经风干的达蒙，并且他们正在被一个吸血鬼猎人追杀[3][null] 。

### 第八季 (2017)
马特（Matt）已经离开了危险的黑暗世界，因为神秘瀑布镇的世界已经开始回归正常。可怜的邦妮（Bonnie）已被剥夺了她神奇的能力。藏在黑暗中的邪恶生物海妖“茜波”引诱达蒙（Damon）和恩佐（Enzo）落入陷阱，占有了他们，并把他们变成冷酷无情的杀人机器，让他们捕获有罪恶的人来让她吃掉，以便达到嗜血化人形的目的。斯特凡（Stefan）、卡罗琳（Caroline）和阿拉里克（Alaric）三人一起帮助邦妮寻找对于她生命中的两个最重要的男人，但是他们每次得到的消息都可能是达蒙和恩佐很早之前的消息[4][null] 。 阿拉里克在他的学生乔治身上发现了一些关于海妖的信息，经过资料和研究表明，控制达蒙和恩佐的是几百年前就存在的海妖，而海妖并不是只有一个，而是茜波和席琳姐妹两人。茜波控制达蒙和恩佐嗜血，而席琳则假扮保姆潜伏在卡罗琳和阿拉里克的家中带她们的双胞胎利兹·萨尔斯曼与乔·萨尔斯曼。海妖姐妹接近神秘瀑布镇并不是巧合，她们其实是被掌管地狱的卡德所控制，她们为了得到不老的容颜和不死之身甘愿沦为卡德的奴仆，充当了为卡德地狱收集罪恶灵魂的使者。席琳为了摆脱卡德的控制，故意接近双子巫师团的双胞胎利兹和乔，试图用这两个孩子来换取自己的自由。席琳带走了双胞胎，并决定将双胞胎先给卡德。斯特凡知道双胞胎对卡罗琳的重要性，以至于主动找卡德谈判，用自己和达蒙两人来换取双胞胎的自由
随后虽然卡德被达蒙两人杀死，但发现凯瑟琳竟然从地狱中回来，并想利用地狱之火来摧毁神秘瀑布镇。对此阴谋，塞尔瓦托两兄弟准备放手一搏与她同归于尽......

## 演員
| 演员              | 角色                                 | 身份                                                                                                | 来历 |
| ----------------- | ------------------------------------ | --------------------------------------------------------------------------------------------------- | --- |
| 妮娜·杜波夫       | 埃琳娜·吉爾伯特（Elena Gilbert）     | 创始家族之一，人类(第一季)，二重身(第二季)，吸血鬼(第四季-第六季)                                   | 主要角色，吸血鬼二重身（原为二重身），阿玛拉與凱薩琳的N代二重身。她勇敢善良，在乎自己的朋友和家人，不希望他们因为自己而身处险境，勇于与恶势力作斗争。无处不在的威胁让她慢慢成长和强大。在第一季中是18岁，因为一场车祸导致她失去父母，自己被斯特凡救下並存活下來，與弟弟杰里米與阿姨珍娜相依為命。随后遇见斯特凡，並得知他是吸血鬼，起初有些害怕，後與斯特凡相戀。第三季因始祖家族的人带走斯特凡，在寻找斯特凡的过程中对达蒙产生好感。因丽贝卡的阻碍，使得埃琳娜和马特掉入河中，斯特凡赶到时，遵循埃琳娜的意愿先救马特。但因体內存留着达蒙的血，导致死后的她变成吸血鬼(第四季)。而馬特因心懷愧疚，自願成為埃琳娜的「人肉血袋」。由於埃琳娜是因為達蒙的血而轉化成吸血鬼，就像克勞斯的混血兒與克勞斯一般，埃琳娜對達蒙认祖归宗。而認祖歸宗會使埃琳娜順從著達蒙的指示，並放大对达蒙的感情。埃琳娜放弃了和斯特凡的感情，轉与达蒙相爱。後因杰里米的死亡，使自己關去人性，並斷了對達蒙的認祖歸宗，也放火燒去了自己的家。在達蒙死去後，傷心欲絕的埃琳娜強迫盧克使用藥草，讓自己出現達蒙的幻覺。在第六季中服用了解药，变回人类的埃琳娜被卡伊使用魔法詛咒，如同睡美人般与邦妮的生命相连，只有邦妮的生命结束，她才会苏醒。在第八季结尾中，邦妮重获魔法，並打破了诅咒将她唤醒，最终与同樣服下解藥成人類的达蒙共度一生。死后在安宁世界里重遇过去因她而死的亲人，喜泣地拥抱在一起。 |
| 妮娜·杜波夫       | 凯薩琳·皮尔斯（Katherine Pierce）    | 二重身，吸血鬼，地狱女王(第八季)                                                                    | 凯薩琳·皮尔斯（Katherine Pierce）原名凱特琳娜·佩特洛娃（Katerina Petrova），是该剧的主要角色，她埃琳娜长相一样，出生于1478年，曾是一位純真的鄉村女孩，因在外有染，令家族蒙羞，被父親趕出家門。500多年前，在一場聚會上與克勞斯相識，當得知克劳斯需要二重生来恢复混血身份的真相時，逃离克劳斯，并请求蘿絲和其朋友帮助，也因如此轉化成了吸血鬼，這使克勞斯十分生氣，導致自己家族被克劳斯趕盡殺絕。凱薩琳為了生存不擇手段，變得自私、贪婪。在一次的出遊中遇見了斯特凡，對他一見鍾情，並想盡辦法接近他。當斯特凡得知自己是吸血鬼時，控制他不要害怕，並會像現在一樣愛自己。達蒙迷戀於凱薩琳，而凱薩琳只當達蒙是斯特凡的替補品。即便如此，凱薩琳仍想將塞爾瓦托兄弟占為己有，使他們轉化成吸血鬼。曾和以利亚有一段恋情。凯瑟琳在第一季主要在回忆中出现，在第一季第22集大结局以真人出现，並砍斷了約翰的手指頭。第二季凯瑟琳作为主要角色出现，第二季中概述了凯瑟琳的生平及再次归来神秘瀑布镇的原因；第三季她的出现次数较少，但她的剧情依旧不可忽视；第四季中，凯瑟琳杀死了杰里米并获得可让吸血鬼变成人类的解药，并在第23集试图杀死埃琳娜时，被埃琳娜暗算，服用了解药而变成人类；第五季变成人类，遇到了500年前被夺走的女儿，但卻為了斯特凡又再次拋下女兒。衰老濒死之际，在女儿帮助下进入了埃琳娜的身体，在知道自己被揭穿後，與斯特凡告白並且親吻斯特凡，同時被斯特凡以一把能驅除旅行者的匕首刺入體內，死後进入了卡德的「地獄」。在馬特敲下第11次鐘時，微微打开了通向地狱的大门，凱薩琳成功从地狱逃脱並“回归”。後在卡德死後，成为新一代的地狱女王，將埃琳娜藏匿起來，並控制薇琪敲鐘，放出地狱之火以毁灭神秘瀑布镇，卻被邦妮使用轉移魔法，將地獄之火轉回地獄。最後，凱薩琳死於自己的阴谋里。 |
| 妮娜·杜波夫       | 阿瑪拉(Amara Petrova)                | 二重身原体，锚(超自然人物死后，需要通过她才可去到另外一个世界)                                      | 第五季出现，2000岁左右，一重身，曾是巫师的助手，但因和塞拉斯相爱遭受诅咒成为通入另一世界的锚（原为永生不死吸血鬼），后喝了塞拉斯（男巫）的血液，化成人类。塞拉斯被斯特凡杀死后，自杀身亡。凯瑟琳、埃琳娜是她的N代二重身。 |
| 保羅·韋斯利       | 斯特凡·塞尔瓦托（Stefan Salvatore）  | 吸血鬼，二重身，人类(第八季)                                                                        | 斯特凡是素食主义者，他一心希望能与人类和平共处。145年前被凯瑟琳控制意念喝血而转变。他深爱着埃琳娜，相信哥哥达蒙心中还存在着人性。很讨厌145年前因为不希望孤独而强迫达蒙喝血从而变成吸血鬼的自己，起初摆脱不了嗜血的命运，也曾迷失过自己，并一直努力控制嗜血的本性。后遇到莱茜，在好友莱茜的帮助下戒掉人血，改喝动物血。曾经希望离开埃琳娜而让她与其家人朋友不受伤害。为保护所爱之人，强大自己的力量，开始每日吸食少量人血。代表善良的斯特凡成为吸血鬼也拥有一颗纯洁善良的心。第五季中，斯特凡被附身于Tylar的旅行者杀死，第五季22集复活。第七季被卡茨雅系封印在凤凰石内。凤凰石破后，险些失去性命。 第八季他代替了卡罗琳的双胞胎女儿成为了卡德收集罪恶灵魂的使者，在关闭人性后他杀了恩佐，邦妮用埃琳娜的血对其做出了惩罚，回归人性的斯特凡决定用余生偿还他欠下的债，回复人类身份的他与卡罗琳结婚，却因为凯瑟琳的破坏导致婚礼草草结束。最终他为了拯救小镇放弃了生命，与凯瑟琳同归于尽。在安宁世界里，他重遇他的挚友莱茜，并且在塞尔瓦托家园等待着恢复人类身份的达蒙。 |
| 保羅·韋斯利       | 賽拉斯（Silas）                      | 二重身原体，巫师                                                                                    | 第四、五季出现，2000岁左右，永生不死吸血鬼，一重身（原为巫师），历史上第一个不死之人，拥有可以入侵别人大脑的能力，可以变幻任何样貌。斯特凡是他的N代二重身。第五季，喝了凯瑟琳的血液，去除了不死之身，变回男巫。后被斯特凡杀死。第五季结尾尝试在另一边利用邦妮的能力回到人间，却无意中被打入地狱世界里。 |
| 伊恩·桑莫哈德     | 达蒙·塞尔瓦托（Damon Salvatore）     | 吸血鬼                                                                                              | 他吸食人血，1864年给情人凯瑟琳·皮尔斯转变成吸血鬼，145年来都痴心的爱着凯瑟琳，知道凯瑟琳并不在乎自己的时候十分愤怒。其实是个痴情的傻瓜，冷酷的外表下还有一颗善良的心。不相信任何人，但信任埃琳娜，是埃琳娜让他成为了一个拥有“人心”的吸血鬼，他爱着埃琳娜却没告诉她，担心造成埃琳娜的困扰。由于凯瑟琳的转变，弟弟斯特凡强制吸血而变成吸血鬼。他做着各种旁人看起来邪恶而疯狂的事情，但是很在乎亲人和朋友，嘴巴上不在乎，可是总是在斯特凡和埃琳娜他们受到危险时挺身而出。第三季时，达蒙意外被泰勒咬伤。由于斯特凡与克劳斯达成了协议。只要救活达蒙，斯特凡就任由克劳斯处置，而克劳斯就把斯特凡变回杀人狂魔。斯特凡的远走让达蒙与埃琳娜的情感有了进一步的发展，但两人并未公开表明对对方的好感，埃琳娜也只一心想救回斯特凡；第三季末，埃琳娜由于意外事故被达蒙转化成了吸血鬼；第四季埃琳娜对达蒙“认祖归宗”第四季最后一集中达蒙与埃琳娜奠定了男女朋友关系；第五季最后一集为了救死去的弟弟斯特凡而死；第六季和邦妮一起被困在了时间监狱里，期间与她成为了知己。也导致与最后不忍心杀她来换取埃琳娜的苏醒。第七季因为埃琳娜的昏迷令他带着邦妮以及阿拉里克一同离开神秘瀑布镇，后因为异教徒事件再次回归。同时觉得自己是所有人的拖累，所以打算风干沉睡，打算等待埃琳娜一同醒来，不料异教徒事件刚结束，斯特凡却被吸血鬼猎人追杀二唤醒。 第八季为了破除吸血鬼猎人对邦妮的猎人诅咒被藏在黑暗中的邪恶生物“海妖”引诱落入陷阱，把他变成冷酷无情的杀人机器。被控制后，为了躲避不被海妖窥探到他内心深处的一点美好回忆“埃琳娜”而关闭了人性。可是最后还是被茜波发现，并且篡改了他对埃琳娜的记忆。随后恢复人性，并擅自打算与复活的凯瑟琳同归于尽，却被斯特凡打入解药成为人类。为斯特凡结束葬礼后发现埃琳娜已经苏醒，最后与挚爱埃琳娜共度一生。在安宁世界里重遇为自己牺牲的弟弟斯特凡，两人欢乐的拥抱了在一起。 |
| 卡特琳娜·格兰厄姆 | 邦尼·貝內特（Bonnie Bennett）        | 女巫(第一季-第三季，第六季-第八季)，鬼魂(第四季)，锚(第五季)，吸血鬼猎人(第七季)                    | 埃琳娜、卡罗琳的好姐妹，达蒙的知己，恩佐的女友，本內特女巫内数一数二最强的女巫，坚强善良。第一季发现自己身怀异禀，作为女巫的后人，邦妮学会魔法，并利用魔法与黑势力对抗。虽然邦妮心力交瘁，但依然帮助自己的好朋友。第四季最后为了将前男友杰里米复活，不惜一切力量，甚至用黑魔法而导致负荷不了而死。第五季成为锚（关押超自然生物的地狱）重新回到朋友们身边，第五季季末炼狱崩塌，在祖母的帮助下与达蒙被送去双生子巫师团所创的时间监狱（重复同一天）。第六季因在时间监狱内的相处与达蒙成为知己，原有机会离开。却被同样困在时间监狱的凯伊陷害导致唯有将达蒙送回人间，自己将失去一切魔法也不让凯伊离开，可到最后还是被他得逞，抛下邦尼一人，但最后在达蒙等人的提示自己来到賽拉斯藏魔法的物件重获女巫的能力回归。却被曾利用她逃脱时间监狱的凯伊下诅咒把自己和埃琳娜的生命线相连，导致埃琳娜持续昏迷直到邦尼死亡。 第七季与达蒙一同解决异教徒，却没想到达蒙最后选择风干沉睡直到埃琳娜醒来而感到失望。同时因为被军械库的人追踪的被恩佐救下，与他相恋。为了避免军械库的追踪，她不断服用蕾娜用血制作的药来暂时压制自身的魔法，却不幸中了吸血鬼猎人的血毒(因为蕾娜的血是所有巫师的毒药)，虽然蕾娜用最后一条命转移了给邦尼，但同时已被剥夺了她神奇的能力，女巫的法力不复存在。但依然珍惜自己与恩佐的恋爱时光，第八季原想让恩佐喝下埃琳娜的血(解药)来回复人类身份，没想到被关闭人性的斯特凡残忍杀害。眼看着心爱的人死亡，导致她恢复了所有的灵力，创造了一个属于自己的灵界以免恩佐被拖下地狱。以为一切都结束的她，突然从回归人间凯伊告知凯瑟琳回归，并且要用地狱之火摧毁一切。最后利用自身的灵力，把地狱之火送回地狱，并且摧毁了地狱，拯救了小镇。随后打破诅咒唤醒了埃琳娜，珍惜生命的每一刻环游世界。但她依然相信恩佐还在她的身边......                                                             |
| 坎迪丝·阿科拉     | 卡罗琳·福布斯（Caroline Forbes）     | 人类(第一季)，吸血鬼(第二季-第八季)                                                                 | 卡罗琳乐观阳光，乐于组织各类活动，是社交女王，好胜心强。曾与达蒙、马特交往，第二季中被凯瑟琳转化成吸血鬼。帮助泰勒度过第一个月圆之日，后与泰勒相爱。但因泰勒被克劳斯变成混血儿有一种对克劳斯的忠诚控制不住自己咬了卡罗琳，险些使她致命，于是暂时分开。卡罗琳吸引了克劳斯的注意并使他爱上她。后泰勒战胜对克劳斯的忠诚与卡罗琳继续在一起。第四季中克劳斯杀死泰勒的妈妈，泰勒决心复仇与卡罗琳分手。第四季末渐渐对克劳斯产生感情，后决心忘掉一切重新开始。第六季发现自己对斯特凡的感情，但斯特凡没任何回应。直到自己的母亲死去，过于痛苦卡罗琳决定关闭人性。所幸在铸成大错前，斯特凡重新开启了她的人性。第七季在瓦莱丽告知下发现自己怀了双生子巫师团的孩子，与孩子的父亲阿拉里克成为有名无实的夫妻。不料被卷入斯特凡被追杀的事件，为此事，卡罗琳甚至请求克劳斯的帮助。第八季虽然和斯特凡结婚，但最终斯特凡牺牲了自己。卡罗琳虽然不舍，但还是尊重斯特凡的选择。随后卡罗琳最后接受克劳斯的资助，与阿拉里克成立超自然学校。 |
| 史蒂芬·麦昆       | 傑里米·吉尔伯特（Jeremy Gilbert）    | 人类，吸血鬼猎人(第四季)                                                                            | 艾琳娜的弟弟，薇姬、安娜的前男友，邦妮的男友。15歲，因父母的死而走上充满危险和自杀欲望道路的困惑少年。但是，他在环境的变化下慢慢成长，叔叔约翰在离开神秘瀑布镇时给了他被超自然能力攻击后不会死的魔戒。后成为吸血鬼猎人。第四季被凯瑟琳用诡计害死成为鬼魂，一直陪伴在邦尼身边。不料邦尼竟用自身魔法连同黑魔法使用禁术令自己复活。第五季邦尼成为锚与傑里米在一起，第六季因邦妮的死(其实因为他并不知道邦尼只是被困在时间监狱)伤心颓废，后申请艺术学院离开神秘瀑布镇。第八季最后成为卡罗琳学校的教练之一。 |
| 扎克·羅里格       | 馬特·多诺万（Matt Donovan）          | 警部人员                                                                                            | 全名為馬修·多諾萬(Matthew Donovan)，埃琳娜的初戀男友及卡罗琳的前男友，薇姬的弟弟。善良，老好人一个，知道了薇姬的真正死因之后有害怕过几次，后来因为卡罗琳也是吸血鬼而面对事实。第三季末和埃琳娜同时掉入河里被斯特凡救上，第四季开头自愿做埃琳娜的人肉血袋，差点因此失去性命。第四季最后和吸血鬼始祖小妹丽贝卡约定旅行。第六季志愿成为警察。第七季因所有人为了避免受到异教徒的杀害被迫离开神秘瀑布镇，而自己选择留下避免不知情的人类留下。第八季被茜波两姐妹控制险些引出地狱之火，辛亏达蒙等人阻扰。但却从中得知自己的祖先与邦尼的祖先曾被茜波两姐妹害死。在斯特凡的婚礼里面，他重遇了双亲不料母亲与姐姐被凯瑟琳唆摆引出地狱之火。事发之后，所有人类终于回归神秘瀑布镇，马特最后也正式成为警长。 |
| 馬修·戴維斯       | 阿拉里克·薩爾茨曼（Alaric Saltzman） | 历史老师，吸血鬼猎人(比始祖吸血鬼还要强大的吸血鬼) 之后随着埃琳娜的死而死(第四季)。第六季变回人类。 | 历史老师，与众人共同患难，女友珍娜死后，成为埃琳娜的监护人，在第三季由于魔戒影响变成吸血鬼猎人（比始祖吸血鬼还要强大的吸血鬼），后来女巫将他与埃琳娜的生命连在一起，因埃琳娜死去变成吸血鬼而死，在第五季末尾因邦尼的协助下复活。第六季因喬的幫忙而变回人类，并与双生子巫师团的女巫乔结婚，不料被凯杀害。第七季假意与达蒙和邦妮环游世界，实际是想办法复活他的亡妻。最后在异教徒的提示下，得知乔在临死前，双生子巫师们把乔肚里的孩子转移到卡罗琳身上。在卡罗琳怀孕期间，阿拉里克对卡罗琳产生好感，并且心想与她共度一生。却没想到卡罗琳对斯特凡念念不忘，最后放下未萌芽的感情。第八季的最后与卡罗琳成立超自然学校。 |
| 邁克爾·特維諾     | 泰勒·洛克伍德（Tylor Lockwood）      | 人类(第一季，第六季)，狼人(第二季，第六季)，混血(第三季 - 第五季) 鬼魂(第八季)                      | 神秘瀑布镇镇长的儿子，马特的好朋友。因为杀人而唤醒魔咒，从而变成狼人。曾和卡罗琳相爱。第三季中，被克劳斯转化为吸血鬼与狼人的混血，认祖归宗于克劳斯。因为克劳斯的命令咬了卡罗琳让她中了只有混血才能解的毒。因此他和卡罗琳的父亲一起去学习怎么解除认祖归宗，成功之后回归继续与卡罗琳在一起。但第三季末因克劳斯险些被变成吸血鬼猎人的阿拉里克杀死，身体被克劳斯当作金蝉脱壳的工具。第四季因一次杀死克劳斯行动失败，惹怒了克劳斯，克劳斯杀死了他的妈妈，所以逃离了家乡，并把房产留给马特。第五季被旅行者杀死，后复活变回人类。第七季与双生子巫师团的女巫丽芙相爱，却被凯杀害。第八季遭被控制的达蒙杀害成为鬼魂，最后和薇姬一起看着马特成为警长后回归安宁世界。 |
| 邁克·馬拉基       | 恩佐·圣约翰 （Enzo St.John's）       | 吸血鬼                                                                                              | 1903年，在英格兰认识了达蒙的妈妈，莉莉将他转化为吸血鬼，五十年代与达蒙一起被关进了奥古斯丁的监狱，曾经是达蒙最好的朋友。被斯特凡杀过，第六季复活后开始对斯特凡实行一系列的报复手段。第七季里与邦尼产生感情，却被海妖抓走，并被精神控制，并把他变成冷酷无情的杀人机器。但他并没有关闭人性，他留下了线索让邦妮找到他们，同时告知邦妮，海妖的传说，歌声能够蛊惑人心，能够通知精神控制来达到自己的目的。所以恩佐不得不离开邦妮，留在海妖身边。第八季虽被关闭人性的斯特凡取走心脏而死，但邦妮一时的激动将他的灵魂困在邦妮因激动所创作的领域里。最后虽然他与邦妮不再相见，但他依然守护在邦妮身边，即使邦妮看不见他。 |

| 演员                | 角色                                | 身份                                 | 出场                       | 来历 |
| ------------------- | ----------------------------------- | ------------------------------------ | -------------------------- | --- |
| 玛格丽特·马科林苔   | 莉茲·福布斯（Liz Forbes）           | 人类 警长                            | 第一季 -第六季 第八季      | 创始家族的一员，全名伊莉莎白·福布斯，卡罗琳的母亲，是一位警長。原憎恨吸血鬼的她，因為卡罗琳成為了吸血鬼，而慢慢对吸血鬼改观，甚至为达蒙等人保守秘密。只要有被吸血鬼襲擊的人類，都會以動物襲擊來掩蓋。作为人类，她是达蒙的第二位挚友。作为母亲，自从她放下吸血鬼偏见后，与卡罗琳的关系大幅度改进。但她始终逃不过病魔的纠缠，患上癌症。卡羅琳為了救她的性命，喂了她喝自己的血，反而造成反效果，加重了病情的惡化。後達蒙請卡伊來吸取在莉茲體內裡的魔法，魔法被吸取後，莉茲的心跳隨之停下。在来不及见卡罗琳最后一面，就离开了人世。後在卡羅琳趕到醫院時，又復活了過來。在臨走前解決掉了神秘瀑布鎮未解開的案件，並正式卸下警長身分。最後又再次的，在來不及見卡羅琳最後一面之下，嚥下了最後一口氣。在安宁世界看着卡罗琳的一举一动，守护着她。 |
| 莎拉·砍寧           | 珍娜·萨默斯（Jenna Somers）         | 人类 吸血鬼                          | 第一季 第二季第三季 第八季 | 埃琳娜两姐弟的监护人，阿拉里克的前女友。性格坚强。非常厭惡約翰·吉爾伯特。曾與一名記者羅根·菲爾交往，但因情傷太深而离开神秘瀑布镇，但因埃琳娜父母发生事故死亡，重回神秘瀑布镇，獨自扶養吉爾伯特姐弟們。第三季克勞斯为启动日月咒语，珍娜被凱瑟琳陷害成为吸血鬼，因而成为祭品死亡，第八季结尾出现在埃琳娜的安宁世界的出现。 |
| 阿莉爾·凱貝爾       | 莱西 ( Lexi )                       | 吸血鬼                               | 第一季                     | 有一位念念不忘的情人，斯特凡变成吸血鬼之后不断地进行杀戮，莱西的出现影响了他的一生。她不断地引导着斯特凡开启他的人性，並成为了他的红颜知己，曾經也想像指引斯特凡一樣開導達蒙，在以為達蒙開啟人性後，反被達蒙陷害，他拿走了她的日光戒指，讓她待在頂樓上等死。第一季到神秘瀑布鎮幫斯特凡慶生的时候，被達蒙殺死。随后不断以鬼魂的身份支持斯特凡，在麗芙及邦妮開啟「另一邊」的時候，害怕邦妮負荷不了，而自願停留在「另一邊」。第八季迎接斯特凡来到安宁世界。 |
| 喬瑟夫·摩根         | 克勞斯·邁可爾森 ( Klaus Mikaelson ) | 原始吸血鬼，混血族(吸血鬼与狼人混血) | 第二季                     | 全称尼克劳斯，是最古老的吸血鬼之一，也拥有狼人的血统，他在第三季用埃琳娜的血液去制造了许多的混血，泰勒是第一个被他成功制造的混血。他所做一切只是为了使自己不再孤单，所以不断制造混血，后来让自己的家人醒来。母亲Esther一心想着要把自己的罪孽都清除，也就是要杀掉始祖家族，克劳斯成功保护了自己的性命。但是母亲并没有泄气，让阿拉里克变成吸血鬼猎人，第三季末险些因此而死去。第四季回归时与妹妹丽贝卡吵架时，把埃琳娜的血袋都弄破，导致他无法再制造混血儿，两人因此闹翻。期间被卡罗琳有話直言、不做作的個性所吸引，一点点爱上她。后與卡羅琳互相表白，並發生了一夜情，也答應卡羅琳會永遠離開神秘瀑布鎮。離開神秘瀑布鎮後與家人們一同離開到新奧爾良。第七季因卡罗琳的求助下帮助斯特凡躲开萨满吸血鬼猎人，第八季协助卡罗琳成立超自然学校。 |
| 克莱尔·霍尔特       | 丽贝卡·邁可爾森 (Rebecca Mikaelson) | 原始吸血鬼                           | 第二季                     | 最古老的吸血鬼祖先之一，克劳斯·迈克尔同母异父的妹妹。和克劳斯一直关系紧密，但曾被克劳斯多次封印，他们一直冲突不断，但丽贝卡仍然爱着克劳斯并关心他。她总是在感情中傻傻的付出，以至於被欺骗利用，但其实丽贝卡是个需要被关爱的人，講話尖酸刻薄是為了隱藏自己脆弱的一面。她其實很单纯，别人给的一点点温暖都会感动。告诉埃琳娜关于家族的事情后，被埃琳娜用匕首再一次封住，在醒來後感到被背叛，非常憤怒，所以和埃琳娜几乎是敌对关系。舞会之后因馬特的一些暖心小舉動，对马特产生了好感。第三季末因哥哥的“死”伤心欲绝地挡住了马特和埃琳娜所乘的车，使他们急转掉进河里。第四季开头和克劳斯吵架后搬出并断绝来住。第四季末与马特约定旅行。後與克勞斯一同離開神秘瀑布鎮到新奧爾良。 |
| 丹尼尔·吉里斯       | 以利亚·邁可爾森(Elijah Mikaelson)   | 原始吸血鬼                           | 第二季                     | 最古老的吸血鬼祖先之一，是克劳斯·迈克尔的哥哥。十分講理，极为守信，只要得到了他的承诺，他就一定信守诺言。埃琳娜·吉尔伯特对他也十分信任。可惜在第二季最后，听信克劳斯·迈克尔的话，也不忍伤害家人，从而使得克劳斯成功解开血统封印成为混血，也使得埃琳娜等人的计划失败。家庭对他来说是最重要的东西，因此在第四季中，他为了克劳斯而与深爱的凯瑟琳分开了。 |
| 奧嘉·方達           | 娜迪亞·佩特洛娃(Nadia Petrova)      | 吸血鬼                               | 第五季                     | 為凱瑟琳的私生女。因凱瑟琳在外有染，使家族蒙羞，在娜迪亞還在襁褓時，被外祖父從凱瑟琳身旁帶走。長大後為了尋找親生母親而四處奔波，甚至不惜代價將自己轉化為吸血鬼，找尋凱瑟琳500年。在第五季中得以與凱瑟琳相認。在凱瑟琳服下解藥變成人類瀕臨死亡時，請人施咒，幫助具有旅行者血統的凱瑟琳，附身在二重身埃琳娜身上。雖然知道凱瑟琳是個自私、為了生存不擇手段的人，甚至只是在利用自己，但仍願意幫助凱瑟琳隱瞞身分。因與馬特有著相似的處境，同病相憐，在幫助凱瑟琳隱瞞身分時，對馬特產生了些情愫。後因在與泰勒搏鬥時，不幸被泰勒咬傷，中了狼毒。在生命的最後一刻，依然掛念著凱瑟琳，最後在凱瑟琳的懷中，安詳的死去。 |
| 克里斯·伍德         | 卡伊·帕克(Kai Parker）              | 巫師                                 | 第六季                     | 本名馬拉凱·帕克(Malachai Parker)，與喬是一對雙胞胎，從一出生就沒有自己的魔法，只能靠吸取別人的魔法來使用，因此受到雙子巫師團的憎恨，他們稱卡伊為「虹吸管」。為了成為雙子巫師團的領袖，卡伊必須殺掉盧克及麗芙，並與喬融合，但因喬的阻撓，卡伊並沒有得趁，反被雙子巫師團關進1994年的「時空監獄」。當卡伊發現邦妮及達蒙困在1994年的時空監獄時，卡伊與他們妥協，請求他們送卡伊回到現實世界，但邦妮將自己的魔法轉移到「抱抱小姐」上，並運輸回現實世界。因此卡伊失去了回現實世界的希望。後來，卡伊將把擁有喬的魔力的那把匕首刺向邦妮，獲得了貝內特女巫的血，得以逃脫，並將邦妮留在時空監獄中。回到現實世界，卡伊要求與喬融合，然而盧克出面，要求由自己代替喬來與卡伊融合，卡伊最終獲勝，並成為了雙子巫師團的新領袖。卡伊在融合過程中，不只融合了盧克的魔力，還融合了他的性格，以至於他變得有同情心。當達蒙請卡伊帶他們到1903年的「時空監獄」時，邦妮在那將卡伊打垮，並把卡伊留在那裡，這使卡伊的一絲同情消失殆盡。當卡伊回到現實世界時，決定復仇。首先到喬的婚禮上，將喬刺死，並使來賓們重傷，最後卡伊自殺，使整個雙子巫師團滅團。在此之前，莉莉給了卡伊她的血，於是卡伊成為了一名「異教徒」(吸血鬼巫師)，最後死在達蒙的手下。        |
| 裘蒂·琳·歐奇夫      | 喬賽特·拉芙琳(Josette Laughlin）    | 女巫 醫生                            | 第五季 - 第七季            | 本名喬賽特·帕克(Josette Parker)，為雙子巫師團的一員。與卡伊是一對雙胞胎，當卡伊試圖殺掉麗芙及盧克，只為與喬融合時，喬為了保護他們，而將自己的魔力轉移到一把匕首上。一直以普通人的身分生活下去，在惠特莫醫院工作，是一位醫生。在阿拉里克還是吸血鬼時相識，並得知阿拉里克的真實身分，當阿拉里克控制喬離開他時，喬並不受控制，在埃琳娜的追問下，喬透漏了自己曾經是女巫一事。在一次聚會中，偶然發現盧克及麗芙是自己失散許久的親生弟妹。在阿拉里克進入神秘瀑布鎮，瀕臨死亡之時，救了他一命，使阿拉里克變回一位普通人。後為了保護弟弟妹妹，將自己轉移到匕首的魔力吸取回來。當卡伊從時空監獄返回現實世界時，喬被要求與卡伊融合，但因弟弟盧克的出現，而逃過一劫。在莉莉殺害自己來洩恨時，從而得知自己懷上一對雙胞胎，並害怕著卡伊會從1903年的時空監獄逃脫出來，也擔心著雙子巫師團會「利用」自己的小孩，完成傳統「融合」儀式。後來喬在婚禮上，被卡伊刺死。在第七季時，被阿拉里克及邦妮用鳳凰石復活，但後來發現，復活的並非喬的靈魂，而是一名叫做佛羅倫斯的吸血鬼，最後因靈魂及身體屬性不同，互相排斥而死。 |
| 克里斯·布羅許       | 盧克·帕克(Luke Parker）             | 巫師                                 | 第五季 第六季              | 本名盧卡斯·帕克(Lucas Parker)，雙子巫師團的一員，父親是雙子巫師團的領袖，與麗芙是雙胞胎姐弟。4歲時，因哥哥卡伊想成為雙子巫師團的領頭，而計畫殺掉自己及麗芙，但因姐姐喬的庇護，成功逃過一劫。長大後，為了保護兩位二重身(埃琳娜及斯特凡)不被旅行者利用，而來到神秘瀑布鎮。在麗芙幫忙將自己、恩佐、阿拉里克、泰勒、斯特凡等人從「另一邊」送回來時，害怕麗芙因法力使用過多而死亡，則施咒阻擋了麗芙，導致邦妮及達蒙被困在了「另一邊」。後因愧疚，而幫埃琳娜調製了能看見達蒙的草藥。當卡伊從「時空煉獄」中回來時，麗芙想試著讓喬與卡伊融合，來免於自己的死亡，但盧克覺得將自己與麗芙融合是巫師團的使命，萬一由卡伊勝出，則卡伊將會成為巫師團的領袖，因此不同意由喬跟卡伊融合。後在喬與卡伊融合時，及時出現，要求以自己與卡伊融合，最後由卡伊勝出，而自己死亡。 |
| 潘妮洛普·米契爾     | 麗芙·帕克(Liv Parker)               | 女巫                                 | 第五季 第六季              | 本名奧莉維亞·帕克(Olivia Parker)，雙子巫師團的一員，對於喜歡的人會特別苛薄，喜歡泰勒。父親是雙子巫師團的領頭，與盧克是雙胞胎姐弟。4歲時，因哥哥卡伊想成為雙子巫師團的領頭，而計畫殺掉盧克及自己，但因姐姐喬的庇護，成功逃過一劫。長大後，為了保護兩位二重身(埃琳娜及斯特凡)不被旅行者利用，而來到神秘瀑布鎮，在一堂課上，故意將自己的魔法「不經意的」展現給邦妮看，讓邦妮知道自己的身分，後讓邦妮「教導」自己魔法，但其實自己是位強大的女巫。後為了不讓兩位二重身被旅行者利用，決定殺掉其中一方，但失敗了。後為了將盧克從另一邊救回來，於是幫忙邦妮將盧克、恩佐、阿拉里克、泰勒、斯特凡等人從「另一邊」送回來，但因魔法使用過多差點死亡，盧克施咒阻擋了自己，導致邦妮及達蒙被困在了「另一邊」。當哥哥卡伊從「時空煉獄」回來時，支持喬與卡伊融合，並且幫助喬練習魔法。當埃琳娜被卡伊綁架時，幫助達蒙去救埃琳娜，在過程中又再一次的被盧克阻擋，從兩次的經驗中，麗芙深知盧克比自己強大，萬一自己與盧克融合的話，死亡的會是自己。因盧克死亡，決定向卡伊展開報復，被泰勒阻止，後向泰勒施咒使他昏迷。也因此而與泰勒鬧翻。在姊姊喬的婚禮上出席，當卡伊在婚禮鬧事，造成重大傷亡後，為了讓泰勒免於死亡，請求泰勒殺死自己來觸發狼人詛咒。 |
| Wolé Parks          | 卡德                                | 地狱之王                             | 第八季                     | 卡德原本品性端正，乐于助人。上帝付予了卡德读心能力，但却因此惹来杀身之祸，公元前750年，卡德被族长绑在木柱上烧死，族人都把他视为怪物，无人对他产生一丝同情。卡德凭借仇恨的执念复活，并掌管了地狱，控制了海妖姐妹成为他收集罪恶灵魂的使者。最后让达蒙等人寻找到致命武器毁灭了他。 |
| 纳塔莉·凯利         | 茜波                                | 海妖                                 | 第八季                     | 第八季新人物，茜波与卡德一样，也有可以读透人心的神奇能力。族人把茜波视为异类，将茜波流放到一座荒无人烟的小岛上，茜波在岛上结识了一个大她几岁的女孩席琳，两人成为姐妹。之后又被卡德控制。她的歌声能够蛊惑人心，专门通过精神控制来达到自己的目的，她控制了达蒙和恩佐，并且篡改了达蒙的记忆。 |
| Kristen Gutoskie    | 席琳                                | 海妖                                 | 第八季                     | 第八季新人物，表面上她是卡洛琳双胞胎女儿的保姆，其实席琳跟茜波一样拥有控制人思维的能力，几百年前席琳跟茜波在荒岛上结为姐妹，经常用神奇能力引诱从岛上经过的船只，姐妹依靠食取水手们的尸体以及各种野味渡日。之后被卡德控制。 |
| 安妮·沃斯奇         | 莉莉·萨尔瓦托                       | 吸血鬼                               | 第六季                     | 斯特凡和达蒙的母亲，1858年被转化为吸血鬼，無法控制自己嗜血，是個有名的「開膛手」。因嗜血而殺去許多人類，並將沒有魔法的巫師們(異教徒)轉化成吸血鬼。在1903年她和她的“孩子们”（异教徒）一起被双子巫师团关进了“时空监狱”。後在邦妮從1994年的「時空監獄」回家時，在攝影機中錄到了莉莉，而得知莉莉還活著。在達蒙及邦妮和卡伊的幫助而被救出，因邦妮摧毀了時空監獄的鑰匙而憤怒，再次成為「開膛手」。隨後被達蒙及斯特凡軟禁，逃出狱后，與卡伊交換條件，若卡伊將她的「孩子們」帶回現實世界，自己將給予卡伊自己的血。隨後莉莉与她的「孩子們」(异教徒)一起占领了神秘瀑布镇。在第七季里，朱利安要求莉莉在「孩子們」及塞爾瓦托兄弟做選擇，在之前，異教徒們將莉莉的生命及朱利安的生命相連著，而莉莉为了不讓兩方受傷害，選擇了結自己來結束朱利安的生命。在死前一刻，因為不能讓達蒙原諒自己，帶著遺憾的死去了。在達蒙的鳳凰石地獄中常常出現，想讓達蒙勇於面對錯誤及傷痛。 |
| 伊丽莎白·布莱克摩尔 | 瓦莱丽·托爾                         | 异教徒                               | 第七季                     | 莉莉家族的异教徒(既是巫师又是吸血鬼)，具有“强大的魔法和暗黑的气质。”她不喜欢神秘瀑布镇的生活，也对丽莉的家规有很多意见。而在瓦莱丽自行其是之后，她开始了“一系列改变神秘瀑布镇面貌的行动。斯特凡的初恋。 |
| 斯嘉丽·布莱尼       | 诺拉                                | 异教徒                               | 第七季                     | 莉莉家族的异教徒，来到了神秘瀑布镇，并且造成了巨大的破坏。诺拉很幽默，多疑，在大是大非面前立场坚定。她与路易斯是一对，之后和邦妮成为了好朋友。最后因破解卡茨雅系的诅咒，与路易斯双双死亡。 |
| 特蕾莎·利亚纳       | 玛丽·路易斯                         | 异教徒                               | 第七季                     | 莉莉家族的异教徒，来到了神秘瀑布镇，并且造成了巨大的破坏。玛丽·路易斯“观点强硬，不惧表达”，她很爱诺拉，但她对诺拉过分的爱，会让诺拉“不能呼吸”。最后因破解卡茨雅系的诅咒，与诺拉双双死亡。 |
| 莱斯利·安妮·哈芙    | 蕾娜·克鲁兹                         | 吸血鬼猎人                           | 第七季                     | 卡茨雅系的吸血鬼猎人，长得非常像埃琳娜·吉尔伯特，拥有萨满猎人7条生命的延续。杀吸血鬼之前会用镶有凤凰石的短剑在猎物身上标记一个X，可将猎物的灵魂锁在凤凰石中。她一直在追杀被标记的斯特凡。临死前把最后一条生命转移给了邦妮。 |
| 比安卡·劳森         | 艾蜜莉·貝內特（Emily Bennett）      | 女巫                                 | 第一季                     | 貝內特女巫之一，曾為凯瑟琳的侍女，却遭其陷害而死。在斷氣前用最后的魔法来封印凯瑟琳等吸血鬼。随后为了保住后人的安全，利用邦妮的肉体来进行仪式来封印洞口。是貝內特女巫族里最强大的一位女巫。 |

## 收視率
| 美國收視率 | 美國收視率 | 美國收視率     | 美國收視率            | 美國收視率    | 美國收視率            | 美國收視率 | 美國收視率                |
| 季度       | 集數       | 首播           | 首播                  | 結局          | 結局                  | 排名       | 美國收視人數 (單位：百萬) |
| 季度       | 集數       | 日期           | 首播觀眾 (單位：百萬) | 日期          | 結局觀眾 (單位：百萬) | 排名       | 美國收視人數 (單位：百萬) |
| ---------- | ---------- | -------------- | --------------------- | ------------- | --------------------- | ---------- | ------------------------- |
| 第一季     | 22         | 2009年9月10日  | 4.91                  | 2010年5月13日 | 3.47                  | #118       | 3.66                      |
| 第二季     | 22         | 2010年9月9日   | 3.36                  | 2011年5月12日 | 2.86                  | #193       | 3.17                      |
| 第三季     | 22         | 2011年9月15日  | 3.10                  | 2012年5月10日 | 2.53                  | #166       | 2.81                      |
| 第四季     | 23         | 2012年10月11日 | 3.18                  | 2013年5月16日 | 2.24                  | #133       | 2.97                      |
| 第五季     | 22         | 2013年10月3日  | 2.59                  | 2014年5月15日 | 1.61                  | #147       | 2.68                      |
| 第六季     | 22         | 2014年10月4日  | 1.81                  | 2015年5月14日 | 1.44                  |            |                           |

## 外部連結
- 吸血鬼日記官方網站（页面存档备份，存于）
- 互联网电影数据库（IMDb）上《The Vampire Diaries》的资料（英文）
- The Vampire Diaries（页面存档备份，存于） on Warner TV